# Drip Drop
Drip Drop – singiel azerskiej wokalistki Safury, napisany przez Andersa Bagge'a, Stefana Örna i Sandrę Bjurman i umieszczony na jej debiutanckim albumie studyjnym pt. It’s My War. Utwór reprezentował Azerbejdżan podczas 55. Konkursu Piosenki Eurowizji, na którym zajął 5. miejsce.

## Teledysk
Teledysk do singla został zrealizowany 16-18 kwietnia 2010 roku w Kijowie. Wyreżyserował go Rupert Weinwright, choreografią zajął się JaQuel Knight, a nad stylizacją Safury czuwała hollywoodzka stylistka Tanya Gill. Klip miał swoją premierę 29 kwietnia 2010 roku. 

## Konkurs Piosenki Eurowizji 2010
Na początku stycznia 2010 roku krajowy nadawca publiczny Ictimai TV (İTV) opublikował listę sześciu półfinalistów selekcji do 55. Konkursu Piosenki Eurowizji, każdy z nich zaprezentował się w półfinale, który odbył się 2 marca w Buta Palace w Baku. Do finału awansowało troje kandydatów, którzy 1 marca musieli wykonać trzy spośród czterech propozycji. Jedną z nich było „Drip Drop”. Siedmioosobowa komisja sędziowska w składzie Ismayil Omarow, Ferhad Badalbayli, Ibrahim Gulijew, Lale Kazimowa, Murad Adigozelzadeh, Menzer Nuralijewa i Ferhad Hajijew oceniło wszystkich finalistów i 18 marca zdecydowano, że na 55. Konkursie Piosenki Eurowizji wystąpi Safura z utworem „Drip Drop”. 
Niedługo po narodowym finale piosenkarka rozpoczęła próby eurowizyjne, choreografię na występ ułożył JaQuel Knight. W maju opublikowano bałkańską wersję językową utworu, którą współtworzył Željko Joksimović (muzyk, producent muzyczny, reprezentant Serbii i Czarnogóry w 2004 roku i Serbii), która szybko zasłynęła w Europie. W tym samym czasie Safura rozpoczęła trasę promocyjną po Niemczech, Holandii, Grecji, Szwajcarii, Belgii, Polski (w programie „Kawa czy Herbata?”), Rosji, Ukrainie i Szwecji. 
27 maja Əlizadə wystąpiła jako siódma w drugim półfinale konkursu. Zaprezentowała się w kreacji Tanyi Gill, nad wyglądem scenicznym wokalistki pracowali natomiast Johanna Ericsson oraz Aron Light. Piosenka zdobyła 113 punktów i awansowała do finału z drugiego miejsca. Podczas konferencji prasowej po półfinale Safura wylosowała pierwszy numer startowy, dzięki któremu otworzyła stawkę finałową. Zdobyła łącznie 145 punktów, które przełożyły się na 5. miejsce. Utwór zdobył maksymalną ilość dwunastu punktów od Bułgarii, Malty, Turcji i Ukrainy.

## Notowania na listach przebojów
| Kraj/Region       | Lista                               | Najwyższa pozycja |
| ----------------- | ----------------------------------- | ----------------- |
| Norwegia          | Top 20 Singles                      | 15                |
| Szwajcaria        | Singles Top 75                      | 22                |
| Niemcy            | Top 100 Singles                     | 26                |
| Belgia (Flandria) | Ultratop 50                         | 38                |
| Szwecja           | Top 60 Singles                      | 40                |
| Austria           | Singles Top 75                      | 41                |
| Słowacja          | Airplay Chart                       | 57                |
| Rosja             | Russia Airplay Detection TopHit 100 | 144               |
| Wielka Brytania   | Singles Top 100                     | 181               |